# Siedlungsforschung
Die Siedlungsforschung oder Siedlungskunde ist ein interdisziplinäres Forschungsgebiet, jedoch keine eigenständige Wissenschaft, die sich aus Teildisziplinen zusammensetzt. Hierzu gehören u. a. Siedlungsarchäologie, Siedlungsgeographie und Siedlungsgeschichte. Untersuchungsgegenstand sind u. a. Besiedlungsprozesse, von der Gründung der Siedlung bis zur Gegenwart.